# 155784 Ercol
155784 Ercol è un asteroide della fascia principale. Scoperto nel 2000, presenta un'orbita caratterizzata da un semiasse maggiore pari a 2,4114499 au e da un'eccentricità di 0,1740560, inclinata di 6,23694° rispetto all'eclittica.
L'asteroide "Ercol" prende il nome dall'ingenere di sistema Carl Jack Ercol.